# Акаба (бухта)
Ака́ба — бухта, розташована в північній частині затоки Акаба Червоного моря. Розташована в межах Ізраїлю та Йорданії. На березі розташовані портові міста Ейлат (Ізраїль) та Акаба (Йорданія).
| Ізраїль | Це незавершена стаття з географії Ізраїлю. Ви можете допомогти проєкту, виправивши або дописавши її. |

| Йорданія | Це незавершена стаття з географії Йорданії. Ви можете допомогти проєкту, виправивши або дописавши її. |